# 洞爺村
洞爺村（日语：／ Tōya mura */?）為過去位於北海道膽振支廳西部的行政區劃，位於洞爺湖北岸。已於2006年3月27日與虻田町合併為新設置的洞爺湖町。
產業以農業為主，雖然與虻田町、壯瞥町同樣位於洞爺湖旁，但相較之下轄區內的觀光景點較少。
町名源自阿伊努語的「to-ya」，為湖岸的意思。

## 歷史
- 1920年6月1日：從虻田村分村，成為北海道二級村。[1]
- 2006年3月27日：虻田町和洞爺村合併為洞爺湖町。

## 交通

### 機場
- 新千歲機場（位於千歲市）

### 道路
| 一般國道 - 國道230號 主要地方道 - 北海道道66號岩內洞爺線 - 北海道道132號洞爺公園洞爺線 | 道道 - 北海道道285號豐浦洞爺線 - 北海道道560號仲洞爺留壽都線 - 北海道道578號洞爺虻田線 |

### 巴士
- 道南巴士

## 觀光景點
| - 洞爺湖 - 洞爺湖彫刻公園 | - 洞爺村產業祭 |

## 教育

### 高等學校
- 村立北海道洞爺高等學校[永久]

### 中學校
- 洞爺村立洞爺中學校

### 小學校
| - 洞爺村立洞爺小學校 - 洞爺村立大原小學校 | - 洞爺村立成香小學校 - 洞爺村立香川小學校 |

## 姊妹市・友好都市

### 日本
- 財田町（香川縣三豐郡）：現已合併為三豐市。

## 外部連結
- （日語）虻田町、洞爺村合併協議會